# Dialeges densepilosus
Dialeges densepilosus là một loài bọ cánh cứng trong họ Cerambycidae.